# 女王蛇
女王蛇（學名：Regina septemvittata）是蛇亞目新蛇科下的一個無毒蛇種，主要分布於北美洲的紐約西部以至密西西比河東部一帶，與及威斯康辛、阿拉巴馬以及佛羅里達等州份。在安大略省西南部亦能找到牠們的蹤影。

## 外貌
女王蛇的外貌頗像束帶蛇，因此經常被人誤認。女王蛇的身體顏色大致偏向橄欖色、灰色與及深棕色，渾身遍佈粉紅色或黃色的直條紋帶。女王蛇的腹部呈白色或黃色，斑紋色澤較沉，相當顯眼，而最特殊的地方是一般蛇類都不會在腹部位置，有著這麼顯著密集而且長度延至全身的直紋。因此辨認腹部是鑑定女王蛇的其中一個重點。女王蛇在幼蛇階段時背部會多出三條特殊的直紋，而當牠們逐漸成長，這三條直紋會慢慢消失。而女王蛇的學名「Regina septemvittata」正是來自其幼年的特徵，「Regina」在拉丁文中代表「女王」，而「Septemvittata」即「七條斑紋」的意思。

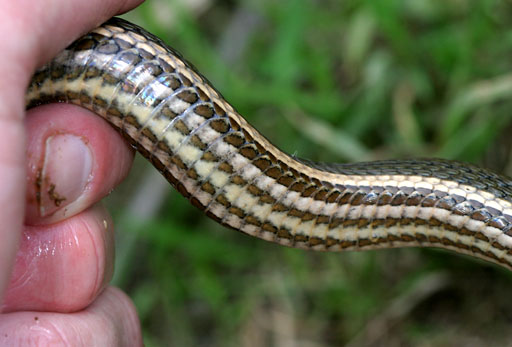
女王蛇的腹部鱗片

女王蛇的頭部相當幼小，而且長有九片平廣像板塊般的鱗片。這些鱗片對於女王蛇有著保護作用，因為牠們經常要在岩石之間穿梭覓食。女王蛇的瞳孔圓渾，這亦是所有新蛇的共有特徵。另外，女王蛇的性別是很難僅靠外表來判斷的，唯一可以觀察的特色就是牠們的長度，雄性女王蛇的尾部一般比雌性長；而鱗片數量計，雄性女王蛇尾鱗大約有65至89片（平均約76片），而尾部長度約為全身的23至34%。雌性女王蛇尾鱗則大概只有54至87片（平均約69片），尾部長度約為全身的19至27%而已。

## 繁殖
女王蛇身型並不巨大，身長很少會超過60公分。雌性女王蛇體寬一般較雄性大，而且雌性女王蛇會在三歲的時候才充分成長，比起兩歲就已成長的雄性遲熟。女王蛇一般會在春季及秋季時產卵，如果牠們是在秋季交配，那麼母蛇能把生產時間延遲至來年的春季才進行，目的是為了避免在冬眠前夕消耗太多的能量與體力。

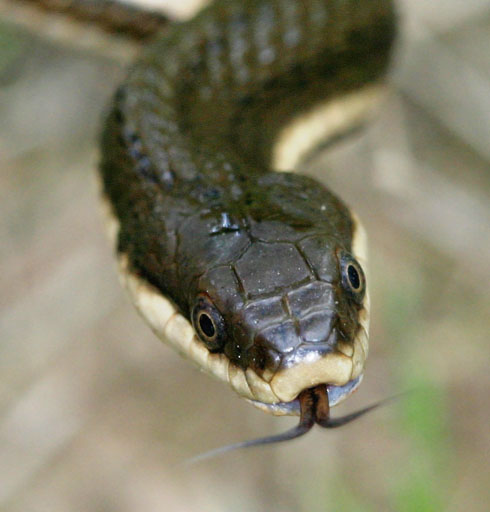
女王蛇頭部的九片塊狀鱗

女王蛇是屬於卵胎生的蛇種，雌蛇在體內孕育蛇卵，再把已經長成的幼蛇產出。一般的女王幼蛇約有5至20英吋，每誕下一條幼蛇需時約1至3分鐘，而產下每條幼蛇之間可以相隔4分鐘至1個小時，平均而言約為11分鐘。初生幼蛇成長速度相當快，在首個星期內已能作兩次褪皮。幼蛇在出生後已經可以游泳，而且開始要獨力生存。

## 棲息及攝食
女王蛇對於棲息地相當有要求，牠們不會居住於沒有較為潔淨流水的地區。除了冬眠時期以外，女王蛇都要求生活環境附近的流水水溫至少達攝氏28°C。這是因為此類蛇的主要糧食是生存於水質清潔裡的小螯蝦或蟹類。牠們會進食水裡大部分的甲殼類動物（接近九成的種類都會進食），牠們只捕食剛進行蛻皮的螯蝦或蟹，因為剛蛻皮後的蝦蟹，其鉗子及甲殼均較為軟弱，難以對女王蛇作出自衛及反擊。另外，女王蛇亦會捕食蛙類、蝌蚪、蠑螈、蝸牛及小魚等。牠們不會憑視力或熱力感應來尋找獵物，而是以舌頭上的嗅覺來作主要探測工具，這令牠們即使身處水中仍能有效地獵食。

## 習性
女王蛇在冬季時會在水源附近進入冬眠狀態，牠們會選擇如橋樑下、牆壁角落、地下水道等位置作為巢穴。這時候牠們會變得遲緩，逐漸進入休眠。而平日作為女王蛇獵物的生物，尤其是甲殼類動物，便會在這段期間轉變身份為獵食者，其獵食對象更可能就是女王蛇的幼蛇。

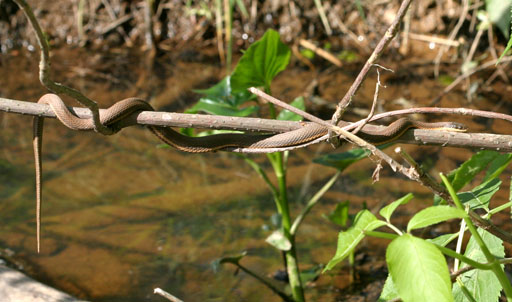
一條正在進行日光浴的女王蛇

女王蛇是具備夜行性的蛇種，主要於晚間活動，不過有時亦會鑽出水中而在陸地上進行日光浴。女王蛇的警覺性相當高，只要稍為感應到危機便會立即遁進水裡。另外，相對於其它蛇種而言，女王蛇其實是屬於比較溫馴的品種，除了獵食以外牠們不會輕易進行咬擊，因此比較不抗拒被人類舞弄。不過當牠們嗅到惡臭又或鼻端受到過份的刺激，牠們仍是會緊張地作出自衛。
女王蛇的天敵是鷹、浣熊、水獺、鼬等。比較巨型的蛙類及魚類亦會捕食幼小的女王蛇。不過對女王蛇最大的威脅是生活於被污染的下水道、渠道待位置，因為牠們的主要食物甲殼類動物對於污穢環境以及重金屬物質所產生的酸性相當敏感，這些生物可能會逃離這些區域，又或因受污染而死亡，這嚴重影響了女王蛇的生態。因此在一些地區中，女王蛇都成為了需要關注的物種。

## 備註
1. ↑  .   [2008-05-29]. （原始内容存档于2005-08-31）.

- Whit Gibbons and Michael Dorcas, 2005. Snakes of the Southeast. Athens, Georgia: University of Georgia Press. ISBN 0-8203-2652-6.
- Michigan Snakes: A Field Guide and Pocket Reference (1989; rev. 1998) by J.A. Holman, J.H. Harding, M.M. Hensley, and G.R. Dudderar, Michigan State University Cooperative Extension Service, East Lansing, E-2000.
- Smith, Kim. 1999. COSEWIC Status Report on the QUEEN SNAKE, Regina septemvittata. Committee on the Status of Endangered Wildlife in Canada. 27 pp.

## 外部連結
- Michigan Herpetologist's Queen Snake Article（页面存档备份，存于）
- Queen Snake（页面存档备份，存于）
- The Queen Snake（页面存档备份，存于）
- Canadian Government's Information on the Queen Snake